# Acrocercops scenias
Acrocercops scenias är en fjärilsart som beskrevs av Edward Meyrick 1914. Acrocercops scenias ingår i släktet Acrocercops och familjen styltmalar. Inga underarter finns listade i Catalogue of Life.